# Droit biélorusse
Le droit biélorusse est le droit de tradition civiliste, de l'embranchement du droit soviétique, appliqué en Biélorussie.

## Sources du droit

### Constitution
La Constitution est la loi fondamentale de Biélorussie,.

### Droit international
La Biélorussie reconnait la suprématie des principes universellement reconnus de droit international et garantit la conformité de ses lois avec ces principes.
La ratification des traités internationaux contraire à la Constitution n'est pas permise.

### Législation
Les lois sont adoptées par l'Assemblée nationale, composée de deux chambres : Conseil de la République et la Chambre des représentants.

### Décrets et ordonnances
Les décrets sont adoptés par le  président de la République.

### Décisions des juridictions
À l'instar des autres États de tradition civiliste, les décisions des juridictions ne sont pas considérées comme des sources du droit. En revanche, les décisions de la Cour suprême et de la Cour économique suprême lient les juridictions inférieures.

## Sources

## Compléments